# Gerhard Gundermann
Gerhard Rüdiger Gundermann, (21 februari 1955 - 21 juni 1998) was een Duitse singer-songwriter en rockmuzikant. Hij werkte als graafmachine-machinist in de dagbouw-mijnen, ook nog nadat hij in de voormalige Duitse Democratische Republiek, bekend raakte vanwege zijn slimme, maatschappijkritische en vaak melancholische songteksten. Na de Duitse hereniging werd hij vooral populair bij voormalig Oost-Duitsers die zich niet in het nieuwe Duitsland vertegenwoordigd voelden.

## Carrière
Gundermann werd geboren in Weimar, en verhuisde met zijn familie in 1967 naar Hoyerswerda. Na de middelbare school studeerde hij een jaar lang bij de militaire academie in Löbau. In 1975 moest hij de academie verlaten en zocht hij werk in de kolenindustrie in het Spreetal (vandaag de dag Saksen). In 1976 ging hij naar de avondschool en werd door de geheime dienst Stasi gerekruteerd (codenaam "Grigori"). In 1977 werd hij lid van de  SED, maar een jaar later werd hij uit de partij gezet omdat hij zich te kritisch uitliet. Na enig protest werd deze straf omgezet in een berisping. In 1983 trouwde hij. Het jaar erna werd hij weer uit de partij gezet en wilde ook de Stasi hem niet meer als informant, omdat hij te eigengereid was.
Na een periode als lid van de zangclub Brigade Feuerstein begon in 1986 zijn solocarrière als zanger en Liedermacher In 1988 verscheen de eerste LP van Gundermann Männer, Frauen und Maschinen (Mannen, Vrouwen en Machines). Op het album was ook een ode aan zijn thuisdorp, Hoyerswerda, "Hoy Woy". In 1989 hief Brigade Feuerstein zich op. In de jaren negentig trad Gundermann op met de band Die Seilschaft.
Na de val van de muur stelde Gundermann zich verkiesbaar voor de Volkskammer als lid van de partij Aktionsbündnis Vereinigte Linke in maart 1990. Hij werd niet gekozen. In 1995 kwam naar buiten dat Gundermann een informant van de Stasi is geweest.
Gundermann vermeed  alcohol, drugs en tabak. Ook was hij vegetariër. Naast de vele optredens, bleef hij werken als graafmachine-machinist. Hij maakte zich zorgen dat als hij alleen nog muzikant was, zijn muziek niet meer authentiek zou zijn. Op 21 juni 1998 overleed Gerhard Gundermann aan een beroerte. Hij was vader van 4 kinderen. Zijn graf bevindt zich in Hoyerswerda.
In 2008 bracht Johan Meijer het album Hondsdraf uit, met in het Nederlands vertaalde liedjes van Gundermann.

## Discografie
- 1988 Männer, Frauen und Maschinen
- 1992 Einsame Spitze
- 1993 Der 7te Samurai
- 1995 Frühstück für immer
- 1997 Engel über dem Revier
- 1998 Krams – Das letzte Konzert
- 1999 Unplugged (Silly + Gundermann & Seilschaft)
- 2000 Live-Stücke I
- 2004 Werkstücke II. Die Wilderer
- 2005 Torero... Werkstücke III (Solo/live)
- 2005 Oma Else. Werkstücke IV
- 2008 Alle oder Keiner. Auswahl I

## Film
In 2018 verscheen de biopic "Gundermann". De film is geregisseerd door Andreas Dresen en de hoofdrol wordt gespeeld door Alexander Scheer (Trailer op youtube.com).
De film heeft bij de uitreikingen van de  Deutsche Filmpreise zes Lola's gewonnen, onder andere de gouden Lola voor beste regie.
- Gemeinsame Normdatei: 119336553
- International Standard Name Identifier: 0000 0000 5537 5214
- Library of Congress Control Number: nr99023793
- MusicBrainz: 4fd3d905-8324-40b0-bc25-d8a666d67793
- Réseau des bibliothèques de Suisse occidentale: 02-A022023178
- Système universitaire de documentation: 129317055
- Virtual International Authority File: 25410374
- WorldCat: E39PBJwxKbcfpH79ppRq97rrMP